# École nouvelle de la Suisse romande
École Nouvelle de la Suisse Romande (в переводе с фр. — «Новая школа франкоязычной Швейцарии») или ENSR International School — частная школа-пансион для девочек и мальчиков, основанная в 1906 году и расположенная в Лозанне (Швейцария). В ней обучается около 600 учеников. Пансион при кампусе рассчитан на учащихся в возрасте от 12 лет и старше. Это светская школа с образовательными программами от детского сада до последнего класса средней школы, предлагающая программу на французском с дополнительным английским языком или программу на английском с дополнительным французским языком. Ученики могут выбрать один из двух дипломов: The International Baccalaureate (Международный бакалавриат) или Swiss Maturity (швейцарский аттестат зрелости).

## История
Международная школа ENSR была основана Эдуардом Виттозом в 1906 году в районе Шайи в Лозанне. Изначально она была основана в рамках движения «Новое образование» в начале XX века — движения, которое способствовало созданию школ-пансионов в сельской местности с современной педагогикой, ориентированной на сбалансированное, целостное развитие ребёнка.
Школа ENSR открыла свои двери в 1906 году, набрав 36 учеников. С самого начала своего существования школа отличалась смешанным составом девочек и мальчиков. Её первый кампус располагался в трёх квартирах здания Маурера. В 1909 году школа, расположенная между улицами Шайи и Ля Фоветт, быстро увеличилась в размерах. Нынешний кампус был построен в 1908—1909 гг. и официально открыт 30 октября 1909 г.
В 1909 году было создано первое общество выпускников ENSR, которое спустя несколько десятилетий стало называться Ассоциацией Выпускников ENSR.

## Учебные программы
Детский сад (с дополнительной опцией Монтессори) — возраст от 3 до 5 лет: двуязычная программа на французском и английском языках.
Начальная школа (4 класса: с 1 по 4 класс) — возраст от 6 до 9 лет: двуязычная программа на французском и английском языках, немецкий язык вводится в 4 классе.
Средняя школа (4 класса: с 5 по 8 класс) — возраст от 10 до 13 лет: двуязычная программа на французском и английском языках, а также возможность преподавания основных предметов на английском языке, начиная с 7 класса. Латинский, греческий и испанский также доступны в качестве дополнительных иностранных языков.
Средняя школа (4 класса) — возраст от 14 до 17 лет: 9 и 10 классы обеспечивают основную учебную программу и позволяют ученикам подготовиться к поступлению в Швейцарскую школу зрелости (11 и 12 классы) или Международный бакалавриат (IB 1 и IB 2). В 9 и 10 классах обучение ведётся либо на французском, либо на английском, либо на двух языках. Швейцарский аттестат зрелости предлагается только на французском языке.

## Внешняя аккредитация
Международная школа ENSR аккредитована International Baccalaureate Organisation (Организацией Международного Бакалавриата) (с 1971 года это первая школа в мире, получившая такую аккредитацию) и CIS (Совет Международных Школ).
Школа является членом AVDEP, FSEP, Swiss Label, NFI и SEBIQ .
Международная школа ENSR полностью аккредитована Cambridge English в качестве подготовительного центра, а некоторые из её преподавателей английского языка являются сертифицированными преподавателями Cambridge English.
ENSR поддерживает партнёрские отношения с другими международными школами, например, школа Schulle Schloss Salem в Германии.
Через Ассоциацию Выпускников и Фонд Neotema, также поддерживает тесные связи с Таиландом. Каждый год студенты и преподаватели имеют возможность посетить школу Wang Klaikangwon в Хуахине, Таиланд, где они могут принять участие в культурном обмене с тайскими учителями и студентами.
Партнёрство с факультетом языков Женевского университета и Фондом Дистанционного Обучения позволяет тайским учителям и членам Министерства Образования ежегодно посещать ENSR для проведения двухнедельных семинаров и обменов.

## Профиль учеников
Почти 50 национальностей входят в состав учащихся международной школы ENSR. Примерно 40 % — швейцарцы, 16 % — французы, а также другие национальности, представленные в основном Великобританией, Россией, Испанией, Португалией и США.

## Местоположение
Международная школа ENSR расположена в районе Шайи в Лозанне, на северо-востоке города. Кампус удобно расположен недалеко от центра города (несколько минут езды на автобусе), но в непосредственной близости от парков и лесов.

## Пансион
Пансион школы ENSR расположен на территории школьного кампуса площадью 2,6 гектара и рассчитан на 80 студентов (девочек и мальчиков) в возрасте от 12 до 18 лет.

## Традиции
Международная школа ENSR поддерживает множество вдохновляющих традиций для своих учеников и сообщества. Среди самых популярных — Grand Jeux — ежегодные спортивные игры в лесу, Nuit de Foot — ежегодный футбольный матч, художественные представления и ежегодное тематическое мероприятие для выпускников.

## Ассоциация Выпускников
Ассоциация Выпускников школы ENSR, Association des Anciens élèves de l’Ecole Nouvelle, играет важную роль в жизни школы. Ассоциация принимает активное участие в организации мероприятий, включая лыжный лагерь, игры Grand Jeux, завтраки и другие мероприятия. Выпускники, которые находятся по всему миру, могут поддерживать контакт с нынешними учениками и их родителями. Ассоциация, совместно с Фондом Дистанционного Обучения, поддерживает особые связи с Таиландом для продвижения французского языка.

## Фонд Neotema
Фонд Neotema был основан в 2008 году членами Ассоциации Выпускников с целью предоставления доступа к качественному образованию особо достойным студентам из всех слоёв общества.

## Выдающиеся выпускники
- Ананда Махидол (Рама VIII) (1925—1946)
- Пумипон Адульядет (Рама IX) (1927—2016), король Таиланда
- Жеральдин Чаплин (1944 г.р.), актриса
- Жак Пикар (1922—2008) — швейцарский океанограф.
- Фернан Обержонуа (1910—2004), журналист и иностранный корреспондент.
- Эдвард Чичестер, шестой маркиз Донеголл (1903—1975), британский пэр и журналист.
- Кайседо, Родриго Эрнан Льореда (1942—2000) — колумбийский юрист и политик.
- Жоао Карлос Маринью (1935 г.р.), бразильский писатель
- Иосиф Прут (1900—1996), русский драматург.
- Курт Мартин (1899—1975), историк искусства
- Кристоф Галлаз
- Робер Пиге (1898—1953), модельер.
- Патрик Нордманн
- Антуан Ребштейн
- Марк Роша (горнолыжник)
- Филипп Амон (генеральный директор SICPA, Форум 100)
- Стефан Катсикас (Форум 100)
- Жан-Филипп Роша

## Использованная литература
1. ↑  Ecoles nouvelles (фр.). hls-dhs-dss.ch. Дата обращения: 30 июня 2020. Архивировано 2 октября 2020 года.
2. 1 2 3  L'Association (фр.). Association des Anciens de l'ENSR. Дата обращения: 30 июня 2020. Архивировано 30 июня 2020 года.

- Профиль школы с веб-страницы ENSR
- Ассоциация выпускников ENSR